# Ратибор Ђурђевић
Ратибор Ђурђевић (енгл. Ray Jurjevich; Ристовац, 24. август 1915 — Београд, 31. мај 2011) био је српски психолог и књижевник. Основао је и водио издавачку кућу „Ихтус – Хришћанска књига”.

## Биографија
Ратибор Ђурђевић рођен је од оца Момчила и мајке Љубице (рођ. Миловановић) 24. августа 1915. године у Ристовцу за време Првог светског рата. Прве три године свог живота провео је у избеглиштву у Француској за време аустроугарске окупације Србије.
Као млад човек, припадао је Бомогољачком покрету и учествовао у борби против Конкордата, те био секретар Хришћанске заједнице младих људи (енгл. Young Men's Christian Association). Студије шумарства у Београду наставио је у Единбургу, где је дипломирао пре Другог светског рата.
До 1943. године био је ангажован у Националној служби рада Недићеве Србије. Избегао је из земље 1944. године и једно време провео у логору Еболи.
У САД је стигао 1950. године. Магистрирао је на Џорџ Вилијамс Колеџу Хришћанске заједнице младих људи у Чикагу. Докторат из клиничке психологије одбранио је на Универзитету у Денверу 1958. године. Радио је као психолог у школи за малолетнице у војној ваздухопловној бази, на психијатријској клиници и у среском затвору у Денверу све до 1973, када је засновао приватну праксу. Диплому медицинског факултета стекао је на Бечком универзитету на студијама логотерапије, које је водио њен оснивач, професор Виктор Е. Франкл. Из Америчког удружења психолога иступио је због свог противљења њиховом ставу о хомосексуалности.
У Србију се вратио 1992. године.

## Приватни живот
Био је ожењен Вером, ћерком Михаила Олћана, са којом је био у браку од 1947. године.

## Смрт
Преминуо је 31. маја 2011. године. Сахрањен је 2. јуна у породичној гробници на Топчидерском гробљу. Опело и опроштајни говор одржао је свештеник Жарко Гавриловић.

## Дела
- The War on Christ in America: Christian Fortress in America Under Siege--Christophobes of the Media and of the Supreme Court in Action (Demonic maladies in the Western culture), Ichtys Books, Денвер, 1986.
- Атеистичко-нихилистичка кампања против Мојсеја, Христа, Бога и Светог писма, Београд, 1995.
- Мала енциклопедија за борбу против антихристовских завера: према списима др Ратибора-Рајка М. Ђурђевића, клиничког психолога, Ихтус - Хришћанска књига, Београд, 1995.
- Америка опет колонија : уљези и њихови поданици Американци. Вашингтон под тоталитарним уљезима, Ихтус - Хришћанска књига, Београд, 1996.
- Да ли постоји јудео-масонска завера п. н. е. и човекове слободе?: корени новог светског поретка, Ихтус - Хришћанска књига, Београд, 1996.
- Ругобе и лажи америчке демократије, Ихтус - Хришћанска књига, Београд, 1996.
- Сатана у савременом човеку и свету, Ихтус - Хришћанска књига, Београд, 1996. (коаутор Миро Главуртић)
- Зашто су моје књиге важне за Србе и хришћане?, Ихтус - Хришћанска књига, Београд, 1996.
- Карл Маркс, жртва и слуга сатане, Ихтус - Хришћанска књига, Београд, 1997.
- Педерска бригада : и перверзњаци мрзе Христа, Ихтус - Хришћанска књига, Београд, 1997.
- Порнографија и телевизија : злочини против духовности, Ихтус - Хришћанска књига, Београд, 1997.
- Продор јудео-масонерије у Римокатоличку цркву, Ихтус - Хришћанска књига, Београд, 1997.
- Бесловесни нови незнабошци : богоборна култура Евро-Америке, Ихтус - Хришћанска књига, Београд, 1998.
- Секуларизам и паганизам : две куге савремене Евро-Америке, Ихтус - Хришћанска књига, Београд, 1998.
- Фројдизам и "психотерапије" : древне антихришћанске јереси у новом руху, Ихтус - Хришћанска књига, Београд, 1998.
- Пет крвавих револуција јудео-банкара и њихове јудео-масонерије : етапе Новог светског поретка: подјармљивање Енглеске, "Француска" револуција, "демократске" побуне у 19. веку, "Руска" револуција, Америка - смртоносно оруђе јудејског освајања, Ихтус - Хришћанска књига, Београд, 1999.
- Здрава психологија за младе Србе и Српкиње, Ихтус - Хришћанска књига, Београд, 2000.
- Национални хришћански манифест - како лечити нације болесне од секуларизма, Ихтус - Хришћанска књига, Београд, 2001.
- Анти-учитељи: о испразности савременог, безбожног јудео-масонског образовања, Ихтус - Хришћанска књига, Београд, 2002.
- Светосавски национализам у јудео-масонском светском окружењу. Утемељитељи светосавског национализма: влада Николај, ава Јустин и Димитрије Љотић, Ихтус - Хришћанска књига, Београд, 2002.
- Текст, објашњења и тумачења са хришћанског и националистичког гледишта књиге познате као Протоколи Сионских мудраца о комунизму и парламентарној демократији као програмима јудео-банкара и њихове јудео-масонерије за поробљавање човечанства, Ихтус - Хришћанска књига, Београд, 2002.
- Адске протуве, Ихтус - Хришћанска књига, Београд, 2004.
- Масонерија: завера против Бога и човека кроз векове и данас: основна обавештења, Ихтус - Хришћанска књига, Београд, 2004.
- Хришћани - кукавице, оглувели и испраних мозгова: шта бива кад је Њ. Св. Патријарх Павле левичар, Ихтус - Хришћанска књига, 2004.
- Ајнштајн и Фројд : два лажна јеврејска великана, Ихтус - Хришћанска књига, 2005.
- Срби на удару : предавања др Ратибора Ђурђевића о савременој силеџијској Јудео-Америци, Београд, Ихтус - Хришћанска књига, Београд, 2008.
- Фројдизам као подвала: бесмислице и смицалице секуларистичке, "научне" психологије. Сексуални култ под видом психологије: анализа Фројдове психоанализе, Ихтус - Хришћанска књига, Београд, 2009.